# Stinkspröding
Stinkspröding (Psathyrella narcotica) är en svampart som beskrevs av Kits van Wav. 1971. Stinkspröding ingår i släktet Psathyrella och familjen Psathyrellaceae.  Arten är reproducerande i Sverige. Inga underarter finns listade i Catalogue of Life.